# Cronopes et Fameux
Cronopes et Fameux (en espagnol : Historias de cronopios y de famas) est un livre de l'écrivain argentin Julio Cortázar paru en 1962. 
Le livre se compose de quatre parties : « Manuel d'instructions », « Occupations bizarres », « Matière plastique»  et « Histoires de Cronopes et de Fameux ». Chaque section rassemble plusieurs courts textes, d'inspiration fantaisiste et surréaliste. La dernière partie, qui donne son titre à l'ouvrage, met en scène trois types de créatures, les Cronopes, les Fameux et les Espérances, leurs actions et leurs relations.
Julio Cortázar s'est à plusieurs reprises expliqué sur la genèse de ces « objets verts humides ébouriffés », les Cronopes. Il a affirmé avoir vu, un soir de l'année 1951, après une représentation au théâtre des Champs-Élysées, à Paris, des sortes de petits ballons verts flottant dans l'air. Le nom de « cronope » lui serait alors immédiatement venu pour les désigner,.